# 太陽帝國 (小說)
《太陽帝國》（英語：Empire of the Sun）是英国作家J·G·巴拉德於1984年創作的以第二次世界大戰中的上海市為背景的虛構小说。該小說曾獲得詹姆斯·泰特·布莱克纪念奖并入围布克奖。 

## 劇情
小说讲述的是一个英国小男孩杰米（“吉姆”）格雷厄姆与父母在上海期間的故事。珍珠港事件發生后，大日本帝国占领了上海公共租界。在一片混亂中，小男孩與父母分離。
杰米（“吉姆”）格雷厄姆一度靠食物的残渣为生。最終小男孩决定向大日本帝國陸軍投降。後來他被关押在龙华集中营。
战争接近尾声時，上海的粮食供应短缺。杰米（“吉姆”）格雷厄姆周围的人都饿死了。集中营的囚犯在日軍強迫下行軍至別處，许多人在沿途中死亡。吉姆偷偷离开了行军隊伍回到了龙华集中营。

## 电影改编
这本小說于1987年由湯姆·斯托帕德改编成同名電影《太陽帝國》。 